# Église Saint-Brice d'Hauteville
L’église Saint-Brice est une église située à Hauteville, en France.

## Localisation
L'église est située sur la commune de Hauteville, dans le département de l'Aisne.